# Suzuki GS
La linea GS della Suzuki è caratterizzata da moto con soluzioni semplici e dagli utilizzi versatili, commercializzate in tutto il mondo in diverse cilindrate (tra 125 cc e 1150 cc) e varianti, dalle stradali carenate fino alle cruiser.

## Caratteristiche generali
Questi modelli sono caratterizzati da un raffreddamento ad aria, motore bicilindrico o quadricilindrico in linea con 2 o 4 valvole per cilindro. Questa linea di motociclette viene considerata come un esempio universale di moto giapponese, dalla quale venne creata anche la serie Katana.
La suzuki gs nasce alla fine degli anni settanta per entrare nel mercato americano con modelli a 4 tempi che fossero moderni e robusti, nonché semplici nella manutenzione per dare una valida alternativa alla produzione nazionale. Escono così in primis il gs 750, quattro cilindri in linea e il gs 400 bicilindrico, e dal 1978 il gs 1000.
Il motore del gs 1000, modello di punta della gamma, fu costruito alleggerendo alcune parti del 750 e creandone alcune di specifiche, dandogli molta coppia ai medi regimi e un'ottima potenza agli alti.
Nei primi anni ottanta vengono poi sviluppate tutte le altre cilindrate e versioni, fino ad arrivare alla SZ con motore 16 vavole, prima 1000 poi 1100cc denominata katana, dal design particolare, la moto stradale più potente dell'epoca.
La maggiore differenza tra mercato europeo e oltreoceano sta nei manubri, dritti per il primo e a corna per il secondo. Altre differenze minori c'erano nella carburazione, alcuni paesi erano già sensibili al problema delle emissioni, nelle grafiche e negli impianti di illuminazione per soddisfare le varie mormative.
La dotazione di serie prevede un contamarce elettronico sul cruscotto, rarità anche ai giorni nostri, tutte le spie di servizio e nei modelli di punta l'indicatore del carburante e un pannello di controllo.
Vengono introdotti anche il modelli G, con trasmissione a cardano, sviluppati per il turismo a largo raggio, esuberanti nella coppia ai medi e bassi regimi.
Wes Cooley, con il modello S, versione sportiva, vince il campionato AMA superbike nel 1980.
Naturale evoluzione sono i modelli a 16 valvole prima dalla linea classica, poi via via sempre più carenati fino ad arrivare alle moderne gsx.

## Modelli
- GS 125 dal 1984 al 1985
- GS 150
- GS 250 dal 1992 al 1993
- GS 300

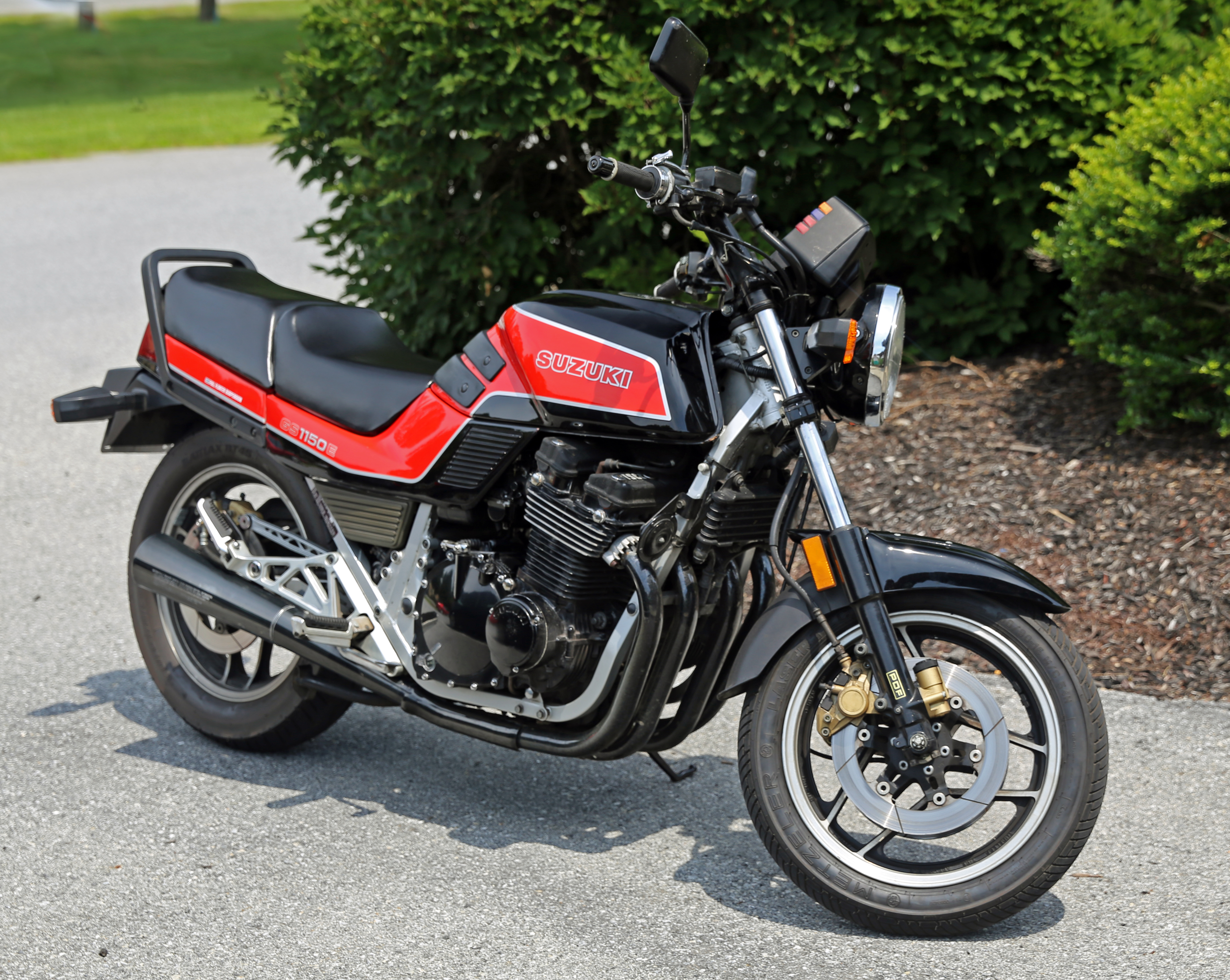
Suzuki GS 1150 E (GSX 1100 americano)

- GS 400 dal 1977 al 1980 (E, S, L, X)
- GS 425
- GS 450 dal 1980 al 1989 (E, S, L)
- GS 500 dal 1989 al 2007 (normale e F)
- GS 550 dal 1980 al 1997 (E, L, T, M Katana)
- GS 650 dal 1980 al 1986 (E, GL, GT, G Katana)
- GS 700
- GS 750 dal 1977 al 1980[1]  (D, E, G, GL, L, S, T)
- GS 850 dal 1980 al 1985 (G, GL)
- GS 1000 dal 1978 al 1985[2][3] (C, E, G, GL, L, N, S, S Katana (GSX 1000S)
- GS 1100 dal 1982 al 1986 (E, G, GK, GL, L, S Katana (GSX 1100 S)
- GS 1150 (conosciuta come GSX 1100 al di fuori del mercato americano)

## Varianti
Di questa linea vennero prodotte diverse varianti, riconoscibili dai diversi suffissi posti dopo la cilindrata, i quali si possono anche sommare tra loro (come "GL" o GK):
- GS: motore 2 o 4 cilindri in linea 4 tempi
- GSX: motore 2 o 4 cilindri in linea 4 tempi 16 valvole

Il nome della moto poteva essere composto da più lettere che ne distinguevano il modello (ad esempio GSX 550 ES):
- 550: la cilindrata del modello
- E: Con ruote in lega
- G: Trasmissione a cardano
- H: Con ruote a raggi
- K: Versione completa di carena e / o valigie rigide
- L: Chopper
- M: Modelli di base (per la maggior parte Katana)
- S: Modello sport, con cupolino, anche Katana
- T: Modello turismo
- X: Modello base